# ریشه‌چاقودندان
ریشه‌چاقودندان (نام علمی: Rhizosmilodon) نام یک سرده از زیرخانواده دندان‌خنجری‌ها است.